# Habrobracon breviradiatus
Habrobracon breviradiatus är en stekelart som beskrevs av Vladimir Ivanovich Tobias 1957. Habrobracon breviradiatus ingår i släktet Habrobracon och familjen bracksteklar. Inga underarter finns listade i Catalogue of Life.